# Geai couronné
Vous lisez un « bon article » labellisé en 2012.
Cyanolyca cucullata
Espèce
Statut de conservation UICN

 LC  : Préoccupation mineure
Le Geai couronné (Cyanolyca cucullata) est une espèce d'oiseaux de la famille des Corvidae. Il mesure entre 28 et 30 cm de long et son plumage est bleu foncé, avec la tête et le haut de la poitrine noirs. L'arrière de la tête et la nuque sont bleu ciel avec une bordure blanche. Ce geai se déplace en groupes de 2 à 10 individus, et peut même former des groupes mixtes avec d'autres espèces. C'est une espèce discrète, difficile à observer dans son milieu naturel. Le Geai couronné est omnivore et mange des baies, des graines et de petits animaux morts. La ponte compte trois à quatre œufs, et les jeunes quittent le nid une vingtaine de jours après l'éclosion.
On trouve cet oiseau en Amérique centrale, dans les forêts tropicales et subtropicales montagneuses. Quatre sous-espèces ont été décrites. Cette espèce bénéficie d'une grande aire de répartition et d'une population importante, bien qu'en déclin localement ; elle est considérée comme de « préoccupation mineure » par l'Union internationale pour la conservation de la nature.

## Description

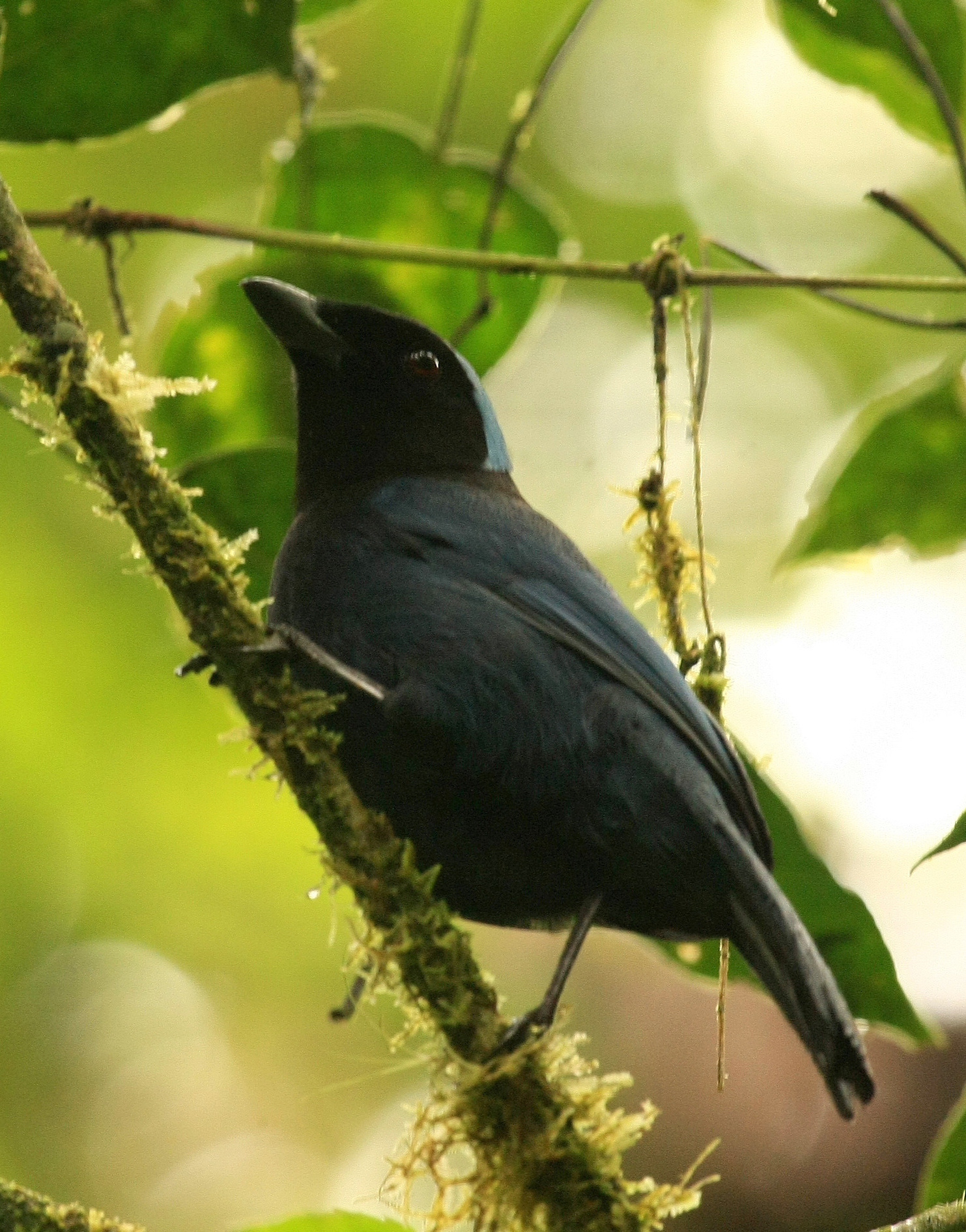
Un individu perché, au Costa Rica.

Le Geai couronné mesure 28 à 30 centimètres de long pour un poids d'environ 1 kilogramme. Sa grande envergure l'aide à bien gérer les nombreux vols qu'il effectue. L'adulte est bleu foncé avec la tête et le haut de la poitrine noirs, tandis que la nuque est bleu ciel, bordée d'un trait blanc. Les pattes et le bec sont noirs et les yeux sont rouge foncé,. Il n'y a pas de dimorphisme sexuel apparent. Les jeunes sont plus ternes que les adultes et leur capuche bleu ciel ne dispose pas de bordure blanche.

## Écologie et comportement

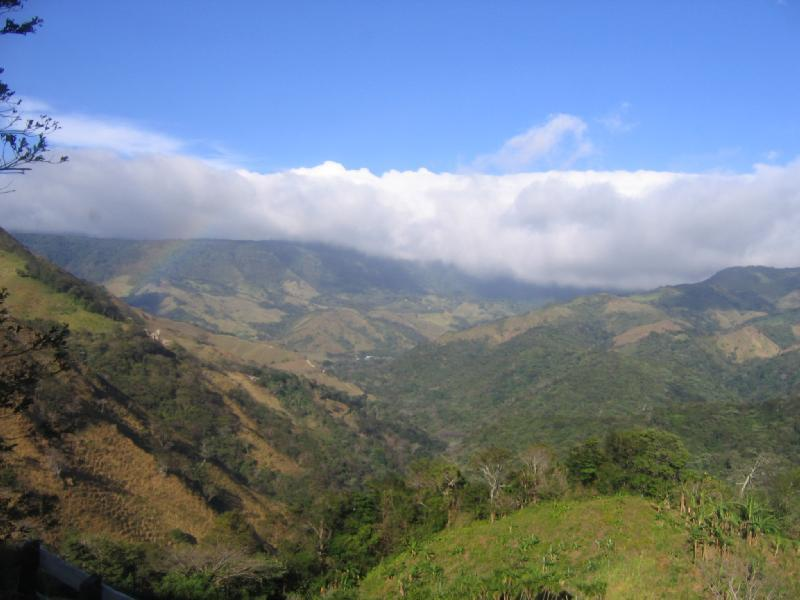
La forêt de Monteverde au Costa Rica abrite le Geai couronné.

Son cri est un fort eihnk-eihnk généralement répété quatre fois. Il est également connu pour émettre un ehr-ehn ou eh-enk répété deux fois et un cheh-r. Le cri d'appel et d'alarme de l'espèce est un riik ! caractéristique.
Ce corvidé est connu pour former des groupes avec d'autres espèces comme le Geai unicolore (Aphelocoma unicolor) et le Toucanet émeraude (Aulacorhynchus prasinus). Il se déplace en groupes comprenant de trois à dix oiseaux,. Le Geai couronné est une espèce discrète, qui ne s'aventure que rarement dans des milieux ouverts. Du fait de ce comportement, cet oiseau est très difficile à observer dans son milieu naturel, et on sait peu chose de son écologie. Les membres d'un couple lissent le plumage de leur partenaire.
Comme d'autres geais, cette espèce est très intelligente. Des espèces proches peuvent se servir des fourmis pour nettoyer leur plumage, stocker des graines et des noix et utiliser leurs pattes pour tenir leur nourriture. Toutefois ces comportements n'ont pas été observés chez le Geai couronné en raison de son comportement craintif et timide qui fait qu'il est rarement vu. Le plumage vif de cet oiseau le rend visible pour ses prédateurs.

### Alimentation
Le Geai couronné est omnivore, et se nourrit de baies, de graines et de petits animaux morts. Il lui arrive de voler et de manger des baies servant d'appâts dans des pièges pour petits mammifères. Il cherche sa nourriture dans la canopée.

### Reproduction
Le nid du Geai couronné est construit généralement de 5 à 7 m au-dessus du sol, le long d'un tronc d'arbre. La structure de base du premier nid de Geai couronné étudié avec précision était sommairement faite à partir de brindilles de 2 à 3 mm de long. Le nid mesure environ 11 cm de diamètre intérieur et 19 à 33 cm de diamètre extérieur, selon la taille des brindilles extérieures. Il fait 5 cm de profondeur et l'intérieur est fait de fines brindilles tissées dans la structure de base, et aucun autre matériel, tel que des plumes, n'est utilisé pour sa fabrication. En plus de construire son propre nid, il arrive au Geai couronné de réutiliser de vieux nids abandonnés par d'autres espèces. La ponte compte de trois à quatre œufs. Les jeunes sont élevés entre avril et juin, et attendent l'âge de 20 jours pour quitter le nid. Les deux parents participent à leur élevage et les nourrissent d'insectes tels que des Tettigoniidae. Lorsque le jeune est en mesure de quitter le nid, il reste tout de même une vingtaine de jours à proximité de ses parents.

## Aire de répartition et habitat

En bleu, l'aire de répartition du Geai couronné.

Cette espèce est présente au Costa Rica, au Guatemala, au Honduras, dans le sud-est du Mexique et dans l'ouest de Panama. Il vit dans les forêts tropicales, parfois parsemées de quelques résineux,. On le trouve notamment en bordure de ces forêts, en haut et à mi-hauteur dans les arbres,,.

## Taxinomie et systématique
Cette espèce est scientifiquement décrite pour la première fois en 1885 par l'ornithologue américain Robert Ridgway, sous le protonyme de Cyanocorax cucullatus. Son nom spécifique, cucullata, signifie en latin « encapuchonné » et son nom de genre du grec ancien κύανος (kuanos, « bleu » et κόραξ, kórax, « corbeau ». Le nom générique actuel, Cyanolyca, a une étymologie similaire puisqu'il dérive de lukos qui est un autre mot grec signifiant « corbeau ».
Le plus proche parent du Geai couronné est le Geai superbe (C. pulchra), présent en Colombie et en Équateur. Dans son étude de 1934, Hellmayr estimait que ces deux oiseaux étaient conspécifiques. L'analyse phylogénétique de 2009 a confirmé que ces deux espèces étaient très proches. Bonaccorso pense que la séparation géographique, qui a conduit à la divergence génétique de ces deux espèces et d'autres oiseaux du genre Cyanolyca a pu être causée par la formation de la vallée du Río Cauca dans l'ouest de la Colombie.
Le Geai couronné a quatre sous-espèces reconnues,, :
- C. c. mitrata Ridgway, 1899, que l'on trouve dans l'est du Mexique, depuis l'État de San Luis Potosí jusqu'au nord de l'Oaxaca ; cette sous-espèce a été un temps considérée comme une espèce à part entière par Ridgway, mais elle a finalement été intégrée à l'espèce Geai couronné[4] ;
- C. c. guatemalae Pitelka, 1951 que l'on rencontre du sud du Mexique, dans les Chiapas, jusqu'au centre du Guatemala[15] ;
- C. c. hondurensis Pitelka, 1951 résident de l'ouest du Honduras[15] ;
- C. c. cucullata (Ridgway, 1885), la sous-espèce type, qui vit au Costa Rica jusqu'à l'ouest et au centre du Panama[15].

## Le Geai couronné et l'Homme

### Relations avec l'humain
Les espèces de geais proches du Geai couronné sont des ravageurs de cultures qui s'en prennent aux vergers, aux ananas, aux cannes à sucre et aux patates, mais aucune donnée ne concerne des déprédations de cette espèce en particulier. Le Geai couronné a été représenté sur un timbre du Mexique en 1996.

### Menaces et conservation
Ce geai est considéré comme étant de « préoccupation mineure » par l'Union internationale pour la conservation de la nature. Il occupe en effet une aire de répartition vaste d'au moins 105 000 km2, possède une population qui semble supérieure à 10 000 individus et qui ne diminue pas trop fortement sur les dix dernières années. Toutefois le Geai couronné devient rare dans certaines parties de son aire de répartition. La déforestation semble notamment avoir un fort impact négatif sur sa population.